# Adelaida Pérez Hung
Adelaida Pérez Hung es una actriz, locutora y escritora radial. Nació en Santiago de Cuba (Cuba) el 16 de diciembre de 1959. 
Estudió Filosofía en la ex Unión Soviética donde se graduó en 1984. Ha sido profesora en la Universidad de la ciudad de Matanzas y jefa de la programación dramática de la emisora CMKC de Santiago de Cuba. Evaluada como actriz en 1998 ha sido ganadora del Premio de Actuación femenina en el Concurso “María Elena Calzado in memoriam” de Santiago de Cuba 2002, así como protagonista de varios programas ganadores de primeros lugares y grandes premios en los Festivales nacionales de la radio año tras año desde 1995. Ganadora de primeros lugares como guionista de programas históricos en siete festivales nacionales de la radio desde 1995 y Mención Especial del Fórum Nacional de Ciencia y Técnica 2001 del ICRT.
- Datos: Q5657493